# 安乗埼灯台
安乗埼灯台（あのりさきとうだい）は、三重県の志摩半島にある志摩市の安乗崎の突端に立つ白亜四角形の中型灯台。「日本の灯台50選」にも選ばれている。周辺は、伊勢志摩国立公園に指定され、リアス式海岸の造形する風光明媚の地。

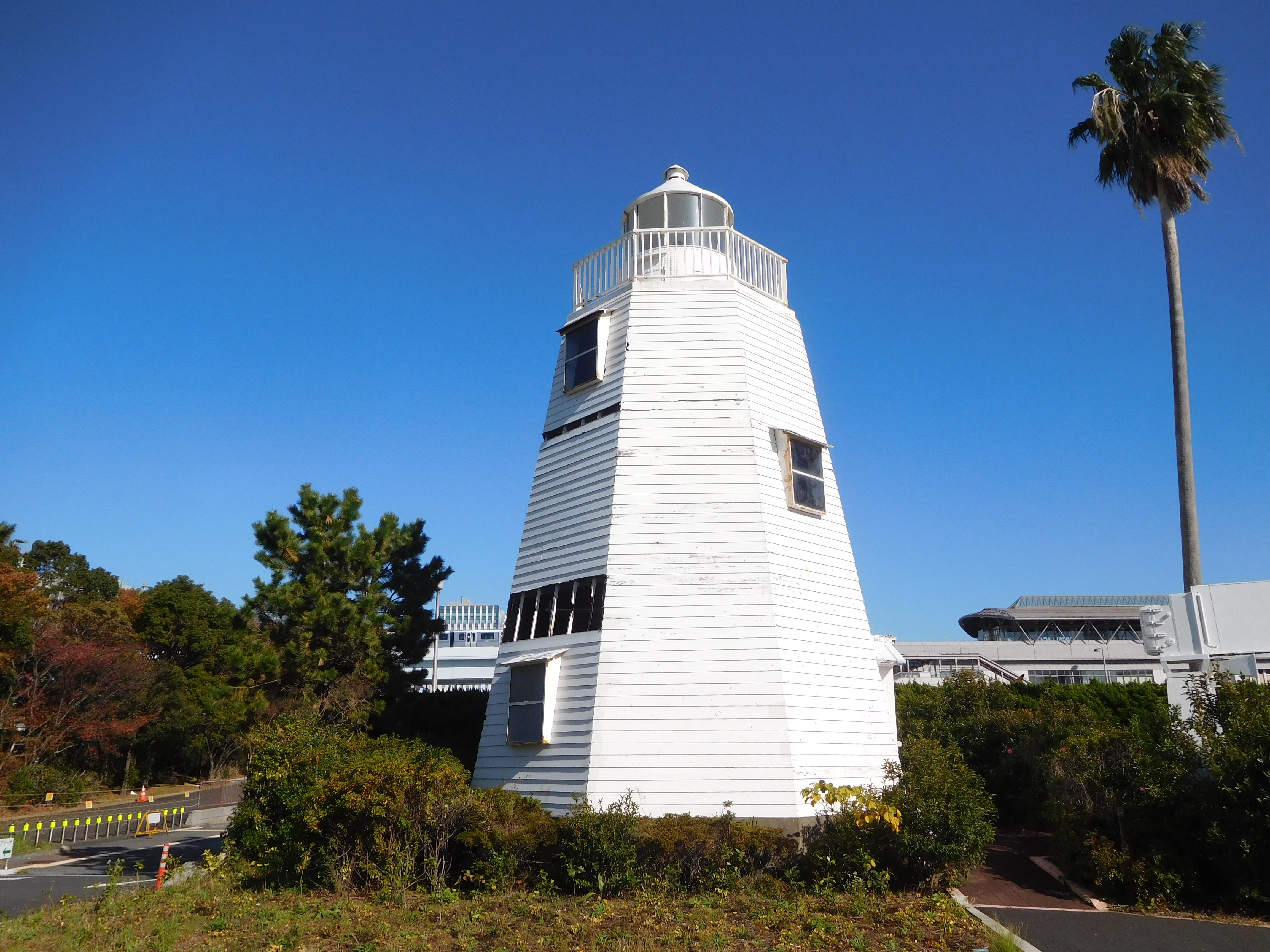
「船の科学館」にある安乗埼灯台（初代）

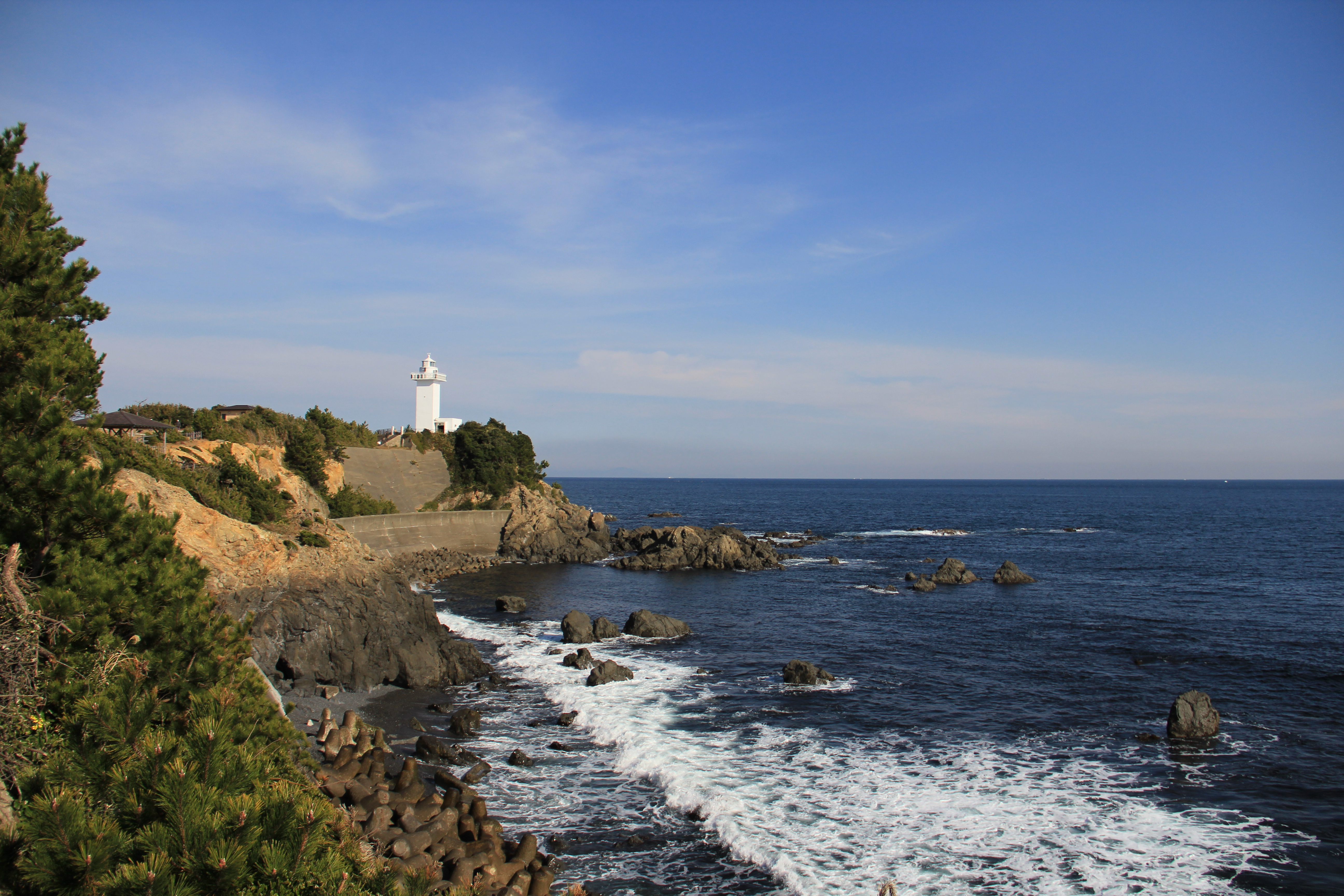
情景

## 歴史
江戸時代には灯明台があり、その後灯台が建設され数回建て替えられている。

### 初代
- 1873年（明治6年）4月1日に設置・初点灯したが、これは、「灯台の父」と呼ばれるリチャード・ヘンリー・ブラントンの設計による木造灯台で、総ケヤキ造り、八角形（高さ10.6メートル、灯籠3.7メートル）をし、日本で初めて、回転式のフレネル式多面閃光レンズが用いられた。また、日本の洋式灯台としては、20番目のものだった。ここにいち早く造られたのは、「伊勢の神崎、国崎の鎧、波切大王なけりゃよい」と昔から船頭たちに唄われていた海の難所で、灯台建設が求められていたからだった。
- 1911年（明治44年）に海岸の海蝕により5メートルほど後方に移転。
- 1932年（昭和7年）に、光源を電化する。
- 1948年（昭和23年）に、解体し横浜の灯台局に移して復元。その後、初代の木造八角形の灯台は船の科学館（東京）に移築され保存されている[1]。灯台跡には礎石が残存する。

### 2代
- 1948年（昭和23年）8月に、現在の四角形の鉄筋コンクリート造（高さ12.7メートル）に建て替えられた。
- 1950年（昭和25年）に、レンズを第4等フレネル式レンズに交換。
- 1988年（昭和63年）10月から無人化。
- 2004年（平成16年）4月29日より、参観灯台となり一般公開される。
- 2013年（平成25年）3月29日、国の登録有形文化財（建造物）となる[2]。

## 一般公開
一般公開（有料大人300円、小人無料）されている参観灯台で、上まで登ることができる。

## 交通
近鉄鵜方駅から安乗行きバス20分、安乗下車後徒歩20分

## 施設

### 建物
灯台は高さ16mで、建物の建築面積は27m2、鉄筋コンクリート造である。円筒形の灯室、角柱形の灯塔、方形の付属舎で構成され、国の登録有形文化財に登録されている。

### 灯台資料館
灯台手前に、車を数台止められる無料駐車場も在り、かつ、公園化されており、その園地の一角に、灯台資料館があり、灯台とセットで見学することが出来、この灯台の歴史、機能・役割などを学べる。館内には、3分の1の模型で、初代の木造八角形の灯台が復元展示され、映画「喜びも悲しみも幾歳月」に関する資料も展示されている。

### その他
- 駆逐艦春雨救難記念碑
- 伊良子清白の「安乗の稚児」詩碑（園地の一角に建っている）

## 小説及び映画の舞台
- 吉井勇の小説「志摩月夜」に登場する[1]。
- 木下惠介監督、佐田啓二・高峰秀子主演の映画「喜びも悲しみも幾歳月」（1957年松竹作品）の舞台となり、ロケが行われたことでも知られている[1]。主人公が灯台記念日の式典で挨拶をするシーンがここで撮影された[3]。